# 星屑サンセット
「星屑サンセット」（ほしくずサンセット）は、YUKIの15枚目（通算16作目）のシングル。

## 解説
タイトル曲「星屑サンセット」とそのインストゥルメンタルバージョンのみ収録。
TBS系ドラマ日曜劇場『パパとムスメの7日間』主題歌として書き下ろされた楽曲。YUKI初のテレビドラマタイアップである。YUKIの発言によると、「ドラマ主人公の女子高生の気持ちを入れて歌いました」という。
本作では、「ハローグッバイ」以来作曲を担当してきた蔦谷好位置に代わってmugenが作曲を担当している。
なお、本作のビデオクリップは、TVコマーシャルや音楽番組などでの曲紹介用の短いもの（TV-SPOT）しか公式的には公開されておらず、2008年3月に発売されたビデオクリップ集『ユキビデオ2』においても本作はTV-SPOTのみの収録となっている。
しかし、音楽番組でソロ初のベストアルバム「five-star」の特集が組まれた際に何度かYUKIが登場している部分は放送されている。
同年発売の5周年記念シングルコレクション『five-star』がアルバム初収録となり、オリジナルアルバムには未収録となっている。

## 収録曲
1. 星屑サンセット
  - 作詞：YUKI／作曲：mugen／編曲：YUKI、玉井健二、湯浅篤、mugen／ストリングスアレンジ：弦一徹
  - TBS系ドラマ『パパとムスメの7日間』主題歌
2. 星屑サンセット -YUKIいないversion-

## 収録アルバム
- five-star（#1）
- POWERS OF TEN（#1）

オリジナルアルバムへの収録はない。